# Champions League di ciclismo su pista
La Champions League di ciclismo su pista (ufficialmente, in inglese, UCI Track Cycling Champions League) è stata una competizione annuale di ciclismo su pista, creata nel 2021 dall'Unione Ciclistica Internazionale in partnership con Eurosport, che raggruppa più gare disputate in eventi separati tra i mesi di novembre e dicembre.
In ogni evento si sono svolte prove maschili e femminili nelle quattro specialità di keirin, velocità (le due specialità "Sprint"), scratch e corsa a eliminazione (le due specialità "Endurance"). Ciascun atleta era iscritto iscritto o alle specialità "Sprint" o a quelle "Endurance"; in base ai piazzamenti ottenuti venivano definite, sia a livello maschile che femminile, due classifiche generali, quella "Sprint" e quella "Endurance", e i quattro vincitori di ciascuna edizione della Champions League.
La competizione è stata soppressa nel 2025.

## Città ospitanti
| Città                     | Tappe | Velodromo              | Edizioni                               |
| ------------------------- | ----- | ---------------------- | -------------------------------------- |
| Londra                    | 8     | Lee Valley VeloPark    | 2021 (2), 2022 (2), 2023 (2), 2024 (2) |
| Palma di Maiorca          | 3     | Velòdrom Illes Balears | 2021, 2022, 2023                       |
| Apeldoorn                 | 1     | Omnisport Apeldoorn    | 2024 (2)                               |
| Berlino                   | 2     | Velodrom               | 2022, 2023                             |
| Saint-Quentin-en-Yvelines | 2     | Vélodrome National     | 2022, 2023                             |
| Panevėžys                 | 1     | Cido Arena             | 2021                                   |
| Parigi                    | 1     | Vélodrome National     | 2024                                   |

## Albo d'oro

### Maschile
Sprint
| Edizione | Vincitore          | Secondo            | Terzo            |
| -------- | ------------------ | ------------------ | ---------------- |
| 2021     | Harrie Lavreysen   | Stefan Bötticher   | Michail Jakovlev |
| 2022     | Matthew Richardson | Harrie Lavreysen   | Stefan Bötticher |
| 2023     | Harrie Lavreysen   | Matthew Richardson | Mateusz Rudyk    |
| 2024     | Harrie Lavreysen   | Matthew Richardson | Cristian Ortega  |

Endurance
| Edizione | Vincitore     | Secondo         | Terzo             |
| -------- | ------------- | --------------- | ----------------- |
| 2021     | Gavin Hoover  | Sebastián Mora  | Corbin Strong     |
| 2022     | Claudio Imhof | Sebastián Mora  | Mark Stewart      |
| 2023     | Dylan Bibic   | William Tidball | Jules Hesters     |
| 2024     | Dylan Bibic   | Tobias Hansen   | Lindsay De Vylder |

### Femminile
Sprint
| Edizione | Vincitrice      | Seconda                  | Terza               |
| -------- | --------------- | ------------------------ | ------------------- |
| 2021     | Emma Hinze      | Lea Friedrich            | Kelsey Mitchell     |
| 2022     | Mathilde Gros   | Kelsey Mitchell          | Shanne Braspennincx |
| 2023     | Ellesse Andrews | Alessa-Catriona Pröpster | Martha Bayona       |
| 2024     | Alina Lysenko   | Emma Finucane            | Martha Bayona       |

Endurance
| Edizione | Vincitrice       | Seconda         | Terza               |
| -------- | ---------------- | --------------- | ------------------- |
| 2021     | Katie Archibald  | Kirsten Wild    | Annette Edmondson   |
| 2022     | Jennifer Valente | Katie Archibald | Maggie Coles-Lyster |
| 2023     | Katie Archibald  | Anita Stenberg  | Lily Williams       |
| 2024     | Katie Archibald  | Anita Stenberg  | Lara Gillespie      |